# Carta di credito

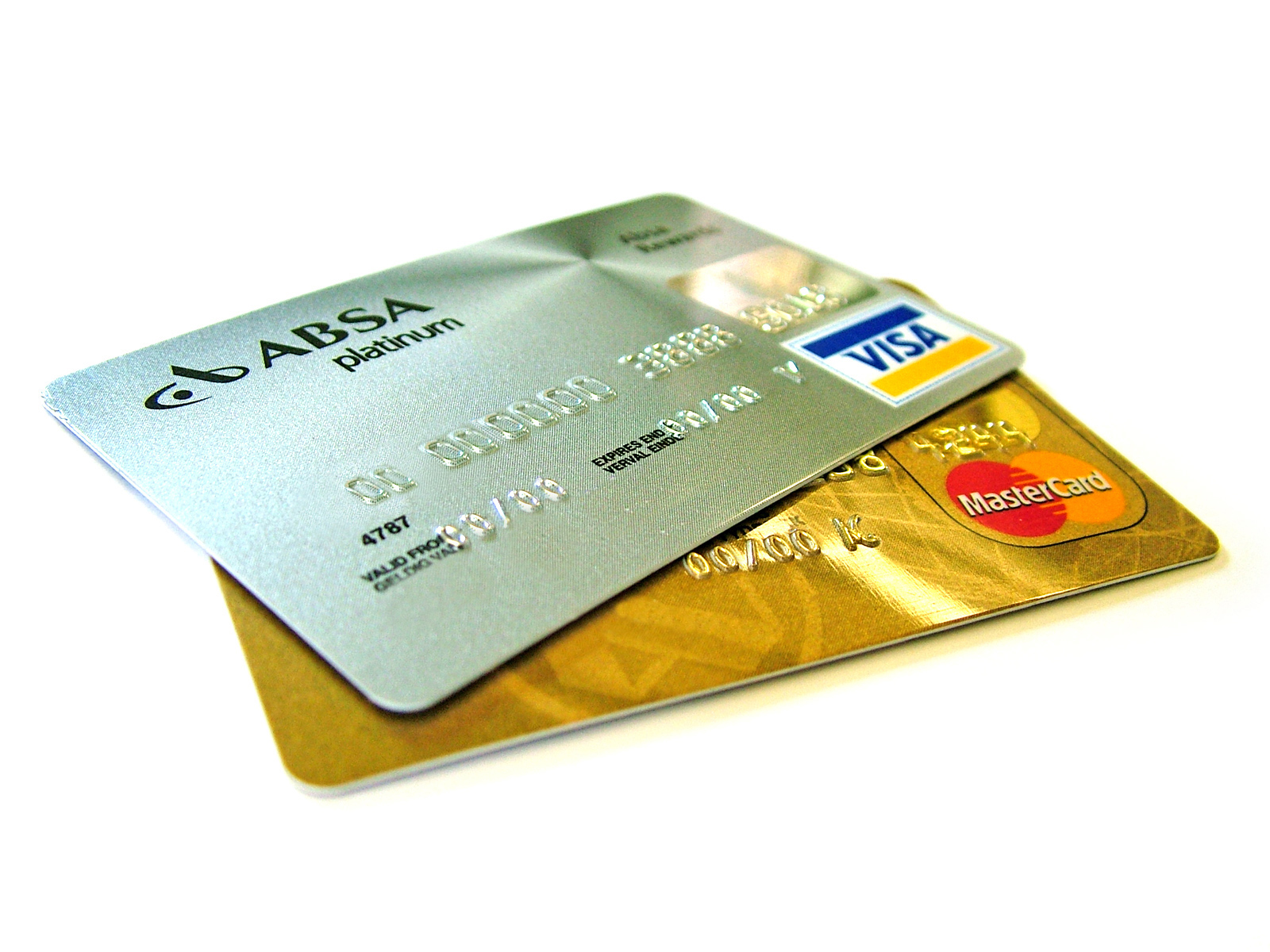
Due carte di credito risalenti ai primi anni 2000, sprovviste di microchip

La carta di credito è un tipo di carta di pagamento cioè uno strumento di pagamento elettronico, costituito da una carta di materia plastica. Dispone di un dispositivo per il riconoscimento dei dati identificativi del titolare e dell'istituto bancario o finanziario emittente memorizzati su banda magnetica e/o chip.
Viene rilasciata da una banca o da un ente finanziario e l'utilizzo della disponibilità della carta varia in funzione dell'affidabilità del cliente stesso.

## Storia
La prima carta di credito nacque nel 1950 negli Stati Uniti d'America quando Frank McNamara, dopo aver dimenticato il denaro per pagare al ristorante, iniziò a elaborare un sistema di credito per evitare tali disagi; da qui il nome Diners.
La prima vera (carta universale) emessa nel 1950 da Diners Club era inizialmente accettata in ventisette ristoranti di New York: ai possessori bastava mostrare tale carta firmata per pagare il conto alla fine del mese, con l’aggiunta di una commissione.
La sua larga diffusione iniziò a metà settembre 1958 quando la Bank of America fondata dall'italoamericano Amadeo Giannini emise le prime sessantamila carte di credito universali a Fresno in California.

## Descrizione

### Caratteristiche tecniche
Le sue dimensioni sono definite nello standard ISO/IEC 7810 ID01: 85,60 × 53,98 mm e uno spessore di 0,76 mm. Il primo dispositivo applicato sulla carta è, da circa trent'anni, una banda magnetica; per far fronte ai bisogni crescenti di sicurezza e all'avanzare del fenomeno delle frodi, dal 1993 è stato applicato alla carta anche un microchip, rendendola una smart card.
Rispetto alle carte con la sola banda magnetica, che non possono conservare i dati relativi al proprietario della carta in modo sicuro e hanno una capacità di memoria limitata, le smart card memorizzano le informazioni in modo sicuro per poi utilizzarle durante la transazione.
Grazie a una maggiore capacità di memoria e al microprocessore interno, le smart card possono essere utilizzate per accedere a più servizi, potendo essere memorizzati sulla stessa carta un maggior numero di dati (identificativi, di accesso, concorsi a punti ecc.); questa caratteristica propria delle smart card è chiamata "multi-applicazione". Invece, le carte con sola banda magnetica permettono in genere solo una o due funzioni di pagamento, come l'accesso diretto al conto (carta di debito) e/o l'accesso a una linea di credito (carta di credito).

### Codice segreto (PIN)
Alla carta di credito è associato un codice segreto, detto PIN (personal identification number), di quattro o cinque cifre, utilizzabile per i prelievi di contante o per i pagamenti presso punti di vendita automatici al posto della firma. In numerosi Stati l'uso del codice segreto per i pagamenti si sta estendendo anche presso punti di vendita con operatore o addirittura è diventato il metodo più utilizzato per attestare l'identità del titolare della carta. Se la carta di credito è contactless, le transazioni uguali o inferiori a una certa cifra non richiedono PIN.

### Funzionamento
La carta di credito può essere utilizzata sia per pagare un servizio o una merce sia per prelevare denaro.
Il sistema di funzionamento delle carte di credito è sostanzialmente un processo di autorizzazione del sistema bancario. Questo processo si articola in tre soggetti:
- Ente emittente (in inglese issuer): è l'azienda che provvede a emettere la carta di credito. Questa può essere una banca oppure un ente finanziario. L'azienda emittente definisce un contratto di finanziamento con il titolare della carta. I titolari di carta sono considerati clienti della società emittente e sono coloro che spendono denaro attraverso l'utilizzo della carta.
- Ente esercente (merchant): è l'esercizio commerciale che, aderendo a un circuito di pagamento, permette ai propri clienti di pagare attraverso il mezzo di pagamento convenzionato, alternativo al contante. L'adesione al circuito avviene solitamente tramite l'intermediazione di una società di gestione terminali (acquirer) che offre servizi di vendita o noleggio POS (Point of sale), contabilizzazione e rendiconto dei pagamenti, reportistica e gestione delle controversie (solitamente definite dispute), comunicazione flussi informativi da e verso i circuiti stessi.
- Circuito di pagamento: è l'azienda che si occupa di veicolare, attraverso una propria rete di comunicazione, le richieste e le corrispondenti autorizzazioni alla spesa. La rete del circuito si allarga attraverso la delega agli acquirer a installare i POS, rappresentabili come terminazioni della rete, presso nuovi esercenti. Il circuito si occupa anche delle operazioni di settlement, cioè di contabilizzazione e pareggio delle partite contabili sulle posizioni dei singoli titolari ed esercenti. Queste informazioni sono inviate costantemente all'ente emittente e alla società di gestione terminali che mantengono aggiornati i loro rapporti rispettivamente con titolari ed esercenti. I principali circuiti mondiali sono Visa, MasterCard, Diners, American Express, JCB e China Union Pay (CUP).[senza fonte]

La carta di credito è, quindi, uno strumento che consente di regolare il pagamento successivamente all'acquisto. Sulla carta sono riportati le generalità del titolare, il numero della carta e la sua scadenza. Il titolare è tenuto a porre la propria firma nello spazio predisposto, se la transazione non avviene in modalità contactless.
1. Logo dell'ente emittente
2. chip EMV
3. Ologramma
4. Numero della carta di credito
5. Logo del circuito di pagamento
6. Data di scadenza
7. Nome del proprietario

1. Banda magnetica
2. Striscia per la firma
3. Codice di sicurezza della Carta

Esempio di fronte di una tipica carta di credito:
- Logo dell'ente emittente
- chip EMV
- Ologramma
- Numero della carta di credito
- Logo del circuito di pagamento
- Data di scadenza
- Nome del proprietario

Esempio di retro di una tipica carta di credito:
- Banda magnetica
- Striscia per la firma
- Codice di sicurezza della Carta

La transazione di vendita coinvolge tre attori con i rispettivi rapporti, ovvero:
- Il titolare della carta si impegna a restituire all'emittente della carta l'importo della transazione nei tempi e nei modi prestabiliti dal contratto sottoscritto.
- Il fornitore eroga i beni o servizi richiesti dal cliente.
- L'istituto emittente si impegna a pagare al posto del cliente quanto dovuto, eventualmente al netto di commissioni prestabilite.

Quindi, il cliente può acquistare senza l'uso di contanti, il fornitore non è soggetto al rischio di un pagamento tramite assegno e quindi all'eventuale insolvenza dello stesso, e l'istituto eroga un servizio percependo, per questo, una commissione. Oltre che come strumento di pagamento, la carta di credito può essere utilizzata come strumento di prelievo allo sportello automatico ATM (al pari di una carta di debito per esempio attraverso il circuito italiano BANCOMAT o attraverso un circuito internazionale tipo MAESTRO) digitando il codice segreto consegnato insieme alla carta.

### Costi
Una carta di credito presuppone costi a carico del proprietario e/o utilizzatore e a carico dell'esercente/fornitore.
Generalmente parlando (alcune voci possono essere non applicabili o comunque oggetto di negoziazione), per il proprietario della carta i costi sono:
- una tantum (adesione, sostituzione, cessazione);
- canone periodico;
- commissione singolo impiego (in genere se si prelevano contanti dagli ATM).

Per chi riceve il pagamento o fornisce il servizio i costi (sempre generalmente) sono:
- una tantum associato alla sottoscrizione del servizio, del noleggio (raramente acquisto) del dispositivo di lettura (POS), installazione e configurazione;
- canone periodico;
- commissione[6] (generalmente variabile in funzione di diversi fattori: circuito, banca emittente, valore della transazione, ammontare del transato periodico, peso del cliente nei confronti della banca, ecc.). I costi sulla commissione possono essere in % sulla transazione e/o forfait a transazione[7];
- abbonamento telefonico alla linea dati fissa o per il traffico dati su linea cellulare;
- costo finanziario dovuto al fatto di incassare quanto dovuto dopo un determinato intervallo temporale a differenza della carta di debito con la quale l'incasso è immediato.

La commissione è applicata dalla banca su cui è appoggiato il conto corrente dell'esercente: questa trattiene una parte minore, il resto lo gira alla banca intestataria della carta di credito usata dal pagatore e quest'ultima banca, una volta dedotta una frazione per sé, gira la parte rimanente della commissione al circuito relativo alla carta di credito (questa frazione è rilevante essendo il business della società a capo del circuito della carta, a differenza degli istituti bancari).
L'adozione, da parte dell'esercente o libero professionista, di soluzione mobile POS (cioè tramite app) permette di eliminare i costi specifici di terminali di lettura tradizionali.

### Modalità di rimborso
Il titolare, al momento del rimborso, può optare o per un rimborso in unica soluzione o con rateizzazione. Solo in questa seconda ipotesi si instaura un rapporto di credito tra il cliente e l'emittente. In sostanza, la carta non è un titolo di credito (non c'è mobilizzazione del diritto, poiché resta proprietà dell'emittente che la consegna, temporaneamente, al titolare), e non è un documento di legittimazione, visto che è obbligo per il fornitore accertare l'identità del possessore della carta. La carta è, invece, un documento con cui si certifica il contratto cliente-emittente, così come la vetrofania dell'emittente apposta in un negozio indica la presenza di un rapporto tra il titolare del negozio stesso e il fornitore.
Molte carte di credito sono miste, ovvero possono essere utilizzate sia per pagamenti in una soluzione sia rateizzati. Il cliente può scegliere se pagare ogni mese il saldo totale a interessi zero, oppure rateare il pagamento con un TAEG annuo in media del 20-25%. In casi di utilizzo come carta di credito, il cliente non può eccedere una certa somma detta fido. In caso contrario, la banca può revocare la rateazione e chiedere la restituzione della somma in alcune settimane, applicando, oltre agli interessi, una commissione di massimo scoperto per la somma eccedente il fido.

### Principali tipi di carte di credito
I principali tipi di carta di credito sono:
- Carta di credito "a saldo" (charge): rappresenta la più comune carta di credito in Italia, generalmente offerta come servizio aggiuntivo all'apertura di un conto corrente. Consente di dilazionare il pagamento della merce acquistata di un breve periodo (generalmente per un massimo di 45 giorni) senza oneri finanziari aggiuntivi per l'acquirente. In sostanza la carta di credito con rimborso a saldo dà la possibilità di pagare tutte le spese effettuate nell'arco di un mese solare, in un'unica soluzione, il mese successivo. La somma viene addebitata sul conto corrente di appoggio nel giorno stabilito dal contratto (in genere il primo, il quinto, il decimo o il quindicesimo). Ad esempio, se nel mese di febbraio si utilizza la carta di credito per un totale di 600 euro (250 per prelievi e 350 per acquisti mediante POS), questi verranno addebitati sul conto corrente nel mese di marzo nel giorno stabilito dal contratto. La dizione "pagamento E/C" significa pagamento "estratto conto" ed è associata a un'operazione di addebito in conto corrente di un importo relativo all'utilizzo della carta di credito.
- Carta di credito rateale o rotativo (revolving): rappresenta lo strumento di pagamento emesso da una banca, o istituto finanziario, che consente di rateizzare il pagamento della merce acquistata. La rateazione comporta un costo aggiuntivo per l'acquirente dovuto alla corresponsione degli interessi sul finanziamento, finché quest'ultimo si mantiene entro un tetto massimo, detto fido. Quando, invece, il saldo del conto corrente in negativo supera l'importo del fido, il cliente deve pagare anche una commissione di massimo scoperto. Il rimborso del debito avviene in maniera rateale, di solito con la previsione di una rata minima, senza una durata predefinita della rateazione[8]. Gli oneri di gestione rappresentano un valore molto elevato stante l'elevata frammentazione degli utenti. Anche in Italia, nel corso degli ultimi anni[quali?], il mercato delle carte revolving, e prepagate, sta conoscendo, così come in tutti i paesi più evoluti, un fortissimo sviluppo.[senza fonte]
- Carta di credito "co-branded": rappresenta lo strumento di pagamento emesso da una banca o istituto finanziario in collaborazione con una terza azienda che facilita la distribuzione dello strumento presso la propria clientela e offre servizi aggiuntivi volti alla fidelizzazione dei possessori della carta di credito. Il funzionamento è lo stesso di una carta di credito bancaria oppure revolving.
- Un tipo a parte è la cosiddetta carta privativa, o fidelity card. Si tratta di carte emesse da una struttura creditizia a uso esclusivo di una azienda industriale, o da una società commerciale per i propri clienti. Le aziende le distribuiscono ai loro clienti per incrementare la fidelizzazione al proprio marchio.

### Smarrimento e clonazione della carta
Gli unici rischi collegati sono rappresentati dalla possibilità di smarrimento e/o clonazione dei codici di autenticazione della carta di credito attraverso attacchi informatici mentre si sta effettuando il pagamento tramite una connessione a internet o direttamente sulle banche dati degli emittenti. Nel primo caso è possibile fare denuncia di smarrimento e bloccare l'operatività della carta su richiesta esplicita all'emittente. Strumenti di avvisi/allerta di operazioni finanziarie sospette sono tipicamente inviate dall'emittente al titolare nel secondo caso come preludio al successivo blocco della carta stessa.
In caso di furto o smarrimento, il cliente richiede il blocco della carta al servizio clienti dell'emittente, disponibile h24 7 giorni su 7. Il blocco è attivo da subito sia sui circuiti internazionali sia su Internet, e alla fine della telefonata viene fornito un codice di blocco. Il cliente deve poi presentare nei giorni successivi denuncia di furto/smarrimento alla Polizia, eventualmente specificando il codice di blocco della carta; consegnare una copia della denuncia alla filiale della propria banca, e conservarne un'altra copia per 13 mesi. In caso di denuncia di fatto non veritiero, sussiste il reato di falso ideologico.
In base al D. Lgs. n. 11/2010, il cliente può esercitare il diritto di recesso senza obbligo di motivazione, gratuitamente e in qualsiasi momento, con preavviso di almeno due mesi, comunicandolo in filiale oppure all'emittente la carta di credito.
Per le carte scadute, bloccate o oggetto di disdetta rimangono per il cliente le obbligazioni assunte prima della data di estinzione della carta.

### Marketing associato alle carte di credito
Per contrastare la concorrenza si sono affinate alcune tecniche di marketing. Si punta, per esempio, a concedere carte aggiuntive a prezzi inferiori o nulli rispetto alla principale, a introdurre servizi come il ritiro contanti su ATM o l'assistenza in viaggio (bagagli, sanità). Sono state attivate campagne pubblicitarie di fidelizzazione con accumulo di punti, che, dopo una certa quota, danno diritto a regali. Per penetrare il mercato in modo più deciso sono state introdotte le "carte a target" (indirizzate, per esempio, a studenti) con servizi o convenzioni mirate (come per esempio uno sconto concerto).

## Principali carte di credito
Le principali carte di credito internazionalmente riconosciute sono:
- American Express
- Diners
- Visa
- MasterCard
- JCB
- Discover Card
- China UnionPay

Per ogni circuito, la prima cifra del numero della carta è sempre la stessa:
- Diners: 3
- American Express: 3
- Visa: 4
- MasterCard: 5
- Discover Card: 6

## Problematiche legate all'uso di carte di credito
Ai vantaggi sopra elencati sull'uso delle carte di credito, diversi studi hanno rilevato come l'uso delle stesse induce a spendere molto di più per la stessa merce e ad acquistare più merci in confronto al pagamento in contanti, con serie conseguenze economiche che in molti casi comprendono fallimenti o dipendenze all'acquisto.